# Cordobilla de Lácara
Cordobilla de Lácara és un municipi de la província de Badajoz a la comunitat autònoma d'Extremadura situat als contraforts de la serra de Sant Pere, envoltat de deveses i oliveres, que formen la base de l'economia del municipi. El terme municipal limita amb la província de Càceres i el terme de Mèrida. Pertany a la comarca de Terra de Mèrida - Vegas Bajas i al Partit judicial de Montijo.
Forma part de la Mancomunitat del Lácara Nord, composta per les poblacions de Carmonita, La Nava de Santiago, La Roca de la Sierra, Puebla de Obando i Cordobilla de Lácara. Dista 44 km de Mèrida. Els municipis més propers són La Nava de Santiago a 12 km i Carmonita a 9 km.

## Geografia
Cordobilla de Lácara s'assenta al marge dret del riu Lácara, afluent del Guadiana. En trobar en enclavada en una vall s'accedeix al municipi sempre des de zones més altes.

És la unió geogràfica de la serra de San Pedro i la serra de Montánchez, ambdues pertanyents a la Les Muntanyes de Toledo. Això fa que el territori que l'envolta sigui exponent màxim del bosc mediterrani, on abunden alzines, sureres i estepes.
Al sud discorre el Lácara entre terres fèrtils, pastures, oliveres i deveses. El nord el componen els primers contraforts de la serra de San Pedro, zona de gran bellesa i difícil accés. I a l'est i oest s'estenen deveses d'alzines i sureres entre plans i muntanyes.
Aquest entorn crea un ecosistema ric en fauna i flora, diversificat des de l'aparició dels pantans, aportant noves espècies naturals i vegetals abans inexistents per la dependència d'abundant aigua.
El clima occidental és molt marcat, amb altes temperatures en èpoques estivals i abundància d'aigua i baixes temperatures a la tardor i hivern. Això marca un paisatge canviant al llarg de l'any.
Abunden en aquestes grans extensions explotades mitjançant deveses les espècies cinegètiques com el cérvol i el senglar, així com altres protegides que troben aquí el seu hàbitat natural com són els voltors negres, àguiles reals ibèriques i àguiles imperials.
A excepció de les zones pròximes al riu, les terres són poc productives, principalment argiloses, el que no permet una agricultura intensiva.

## Economia
El sector agrari és el principal mitjà de vida. La ramaderia se centra en ovelles, cabres i porcs. La producció agrària principalment es basa en l'oli d'oliva, cereals i l'explotació de les deveses.
La producció d'oli gira entorn de la Societat Cooperativa Limita del Camp «El Lácara», la qual aglutina la gran majoria de productors d'oli locals, si gran majoria petits propietaris d'oliveres. S"hi produeix un oli de gran qualitat, amb premis de reconegut prestigi mundial. Així ha estat premiada com el millor oli ecològic verge d'Extremadura i ha quedat tercera com a millor oli verge ecològic de cooperatives d'Espanya en un certamen organitzat a Còrdova.
La major part de la producció d'olives pertanyen a la varietat Verdial, la qual dona el nom comercial a l'oli «Verdial Lácara».
Una altra gran activitat econòmica és la pela del suro que es fa a l'estiu a les nombrosos sureres de les deveses o bosc mediterrani que banyen Cordobilla de Lácara. Els peladors –sacaores en la llengua extremenya– treuen la capa d'escorça exterior dels arbres, que serveix com a primera materia par a la indústria surera. L'ofici del pelador o sacaor molt especialitzat, ja que requereix de gran destresa, fortalesa i mestratge, i s'arriba al grau superior després d'anys d'aprenentatge. Els peladors extremenys, són molt demanats per a fer la campanya del suro en zones de la península Ibèrica on l'ofici va caure en desús. Extremadura és la principal productora de suro d'Espanya pel fet que és la regió amb més superfície de bosc mediterrani d'Europa. El principal productor a nivell internacional és Portugal.
L'activitat en sectors terciaris i industrial hi és mínimal, tot i que representen un nombre creixent en la població de la localitat.

## Etimologia
El mot Cordobilla prové de l'àrab, i es va associar als primers assentaments abans de la reconquesta. S'associa al nom de la ciutat de Còrdova, igual que el poble més proper Carmonita a 11 quilòmetres de distància. Posteriorment va ser reconquerida per l'Ordre de Santiago, i va passar a dependre de Mèrida, ciutat més propera. S'hi va afegir el nom del riu, el Làcara.
Probablement es va crear durant el pas de musulmà per la península Ibèrica, estaria sota el mandat de la capital (actual Badajoz) el primer califa va ser Ibn Marwan al-Chilliqui. En aquesta primera època el califat era molt independent del poder de Còrdova, del qual va passar a formar part anys després.
Després de la desintegració del Califat, Badajoz va esdevenir capital d'una de les taifes més grans de la península (independent cap 1022), la Taifa de Badajoz, que va jugar un important paper com a centre cultural en l'època, principalment durant el govern dels aftasíes.
Durant anys va prevaler la idea que Cordovilla s'escrivia amb V a causa que es pensava que l'etimologia provenia de Cordo i Vila.
Encara avui és difícil saber quin és l'origen etimològic real, i en els últims temps es creu més relacionat amb el seu origen àrab i la ciutat andalusa de Còrdova. Tot i que no hi ha documents ni investigacions que provin cap de les dues teories.

## Història
A la caiguda de l'Antic Règim Cordobilla es constitueix en municipi constitucional a la regió d'Extremadura. Des de 1834 va quedar integrat en el Partit judicial de Mérida. En el cens de 1842 comptava amb 99 llars i 340 vecinos.

## Patrimoni

### Dòlmens
Pròxim a Cordobilla es troba el Dolmen de Lácara. És un monument megalític de grans dimensions datat al calcolític, molt ben conservat. Es troba a pocs quilòmetres de Mèrida en una devesa situada entre encinas.

### Arquitectura tradicional
Les cases del poble tradicionalment han estat emblanquinades quedant un paisatge típic extremeny entre el blanc i el vermell de les teules àrabs.
L'arquitectura tradicional està vinculada a l'entorn i la climatologia de la zona, seca i calorosa en èpoques estivals i freda i humida a l'hivern i tardor. Així com a l'economia de subsistència de l'època.
Els habitatges típics es desenvolupen al voltant d'un passadís, generalment empedrat per al pas del bestiar fins al corral o pati. Es localitzen les estades per dormir a banda i banda del passadís si són cases senceres o a un sol costat si són mitjanes. El passadís acaba eixamplant-se en un espai dedicat a la cuina i estada diürna il·luminat pel pati contigu. En aquesta estada l'element principal és la xemeneia espanyola entorn de la qual discorria la vida. A la part darrera de l'habitatge se situa el pati o corral ("corri" en la terminologia popular) el qual podia albergar a més estades per a bestiar. Les estades nocturnes no tenen il·luminació natural a excepció de les que donen al carrer.
Els habitatges més petites només disposen d'una planta i algunes una doblat a la part superior, que antigament era destinat a l'emmagatzematge de farratge i pinsos per al bestiar.
Només algunes construccions típiques superen les dues plantes amb pis habitable a la 1a planta. En un mitjana més trobem espais d'altres usos com són cellers, graners i quadres, i algunes residències amb cuines no contigües a l'habitatge principal, sinó entorn al pati. Molts dels habitatges disposen de dos accessos, un principal a les zones d'habitatge i un altre secundari (conegut com a "porta falsa") d'accés al pati, quadra o paller, moltes vegades en carrers diferents, i el mateix nombre en la mateixa.
La metodologia de construcció es basa en murs portants de pedra i tova, amb buits verticals a la façana principal, aquests murs solen ser mitgeres compartides entre els habitatges limítrofs. Les façanes són blanques, usant mètodes tradicionals d'emblanquinament. En general l'arquitectura està mancada d'ornaments superflus més enllà de certs enreixats per als buits. Els buits tradicionals són sempre en proporcions verticals, fins i tot quan són de petites dimensions per raons d'aïllament. Les cobertes tradicionals són de teula d'argila vermella forn.
Urbanísticament no té pla de creixement algun donada l'antiguitat dels primers assentaments. Així originalment el poble naixia al voltant de l'església parroquial i continuava en un carrer ample en paral·lel al riu Lácara. Els habitatges de formes desiguals en planta s'entremesclen amb corrals i espais lliures d'edificació a manera de tapís de retalls.
Cal destacar la bona conservació de portes i enreixats que li proporcionen un caràcter tradicional al conjunt urbà.
Encara avui es conserven pous i piles que en el seu dia subministraven aigua als veïns i bestiar de Cordobilla. Destaca la Font del Madroñal.

### Església de Sant Pedro

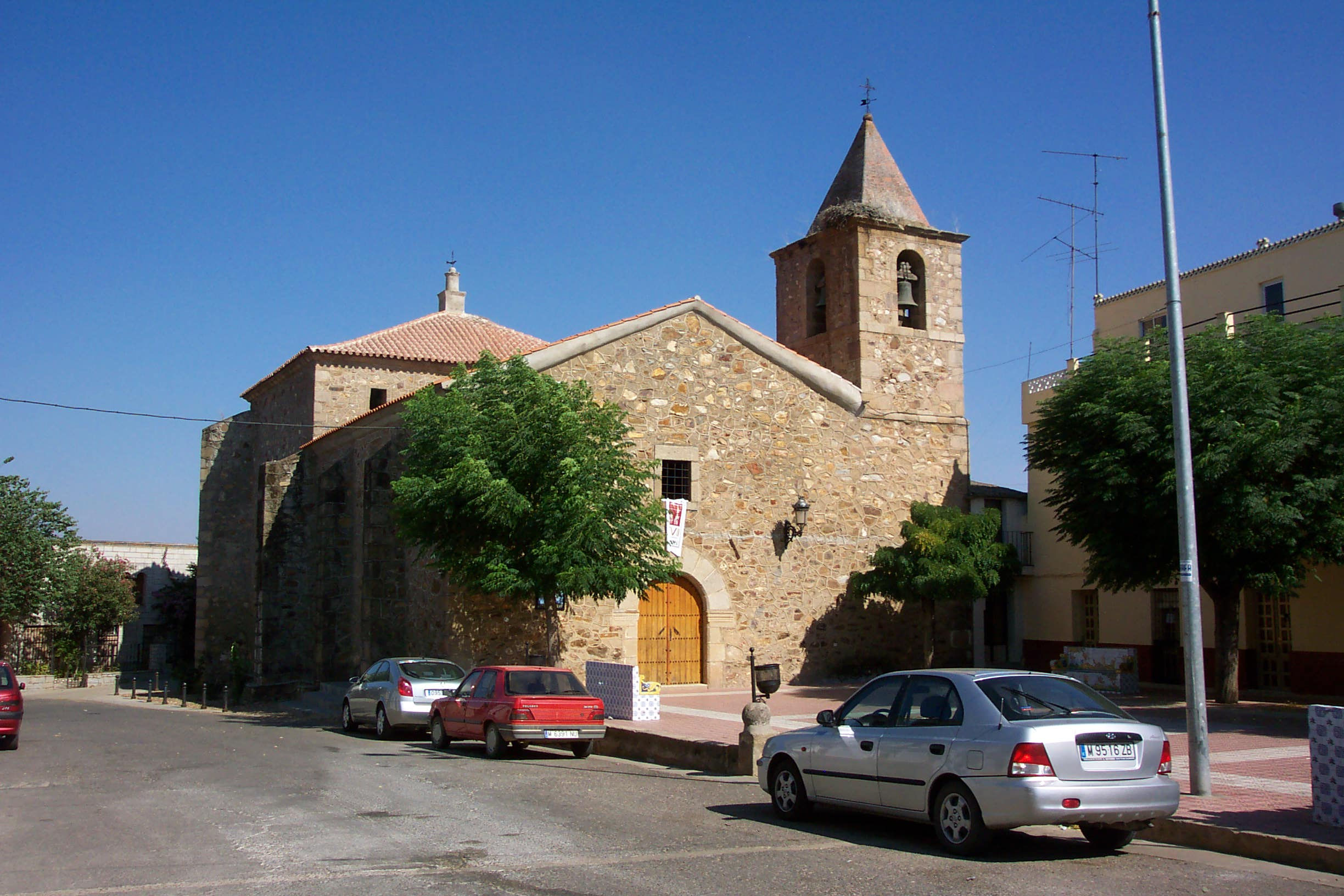
Església de Sant Pere Apòstol

Hi destaca l'Sant Pere Apòstol, en l'Arquebisbat de Mèrida-Badajoz. Situada a la plaça del poble, del segle xv, sotmesa posteriorment a nombroses transformacions, l'última fa escassos anys. Consta de nau única amb capçalera quadrangular amb cúpula. Entre els seus continguts cal esmentar una talla de factura arcaïtzant representant a Sant Joan Baptista, possiblement del segle xvi. Destacar també les talles en fusta dels sants Just i Pastor (Els Santitos) del S. XVI, recentment restaurades, que des del seu elaboració en aquest segle no han sortit de l'església del poble per cap concepte fins a la construcció en els anys 60 de l'ermita, a la qual se'ls porta el primer diumenge de maig a la romeria per oferir-los missa. Actualment a l'església parroquial després de la restauració.

### Ermita de San Justo y San Pastor
L'ermita de nova construcció, se situa justament en la partició de les províncies de Càceres i Badajoz; al Turó del Sant a la finca privada del Quadrat-El Sant.
Construïda el 1965, l'ermita va quedar a mitges sobre el projectat per falta de diners. En els contraforts del turó en el qual s'assenta es fa el romiatge en honor dels patrons (Els Santitos) el primer diumenge de maig des de 1965, amb el permís dels propietaris de la finca. En començar a realitzar-se la romeria a mitjan anys 60 després de la construcció de l'ermita es va deixar de celebrar el tradicional «Dijous de Compadre». Aquesta festa va ser substituïda de mica en mica per la celebració de la nova romeria. S'hi pot accedir exclusivament aquest dia amb motiu de la celebració de la santa missa en honor de Sant Just i Sant Pastor prèvia a la festa del romiatge.
L'ermita de Sant Just i Sant Pastor no té cap valor històric, és molt recent i d'arquitectura pobra que contrasta amb el bell entorn. Als peus del Turó del Sant (que comparteixen les finques privades del Castell de Castellanos (CC) i El Sant-El Quadrat (BA)) i sobre el qual s'aixeca la construcció, hi ha l'embassament Forn Tejero, que enriqueix el paisatge, flora i fauna de la devesa que l'envolta.
L'ermita és de fàbrica de pedres i morter, planta quadrada i coberta a quatre aigües de teules d'argila vermella. Tancada per gairebé complet; en el mur oest s'obre un gran buit amb porta en ferro, en els laterals nord i sud només uns petits finestrals circulars. En el seu accés (oest) s'estén també de pedres i morter una llosa delimitada al Nord per una fàbrica que culmina en un petit campanar sense accés algun.
Per poder accedir a aquesta nova construcció a la part alta del turó entre penyes i estepes els amos de la finca El Cuadrao-El Sant van obrir un nou camí entre la mala herba amb caràcter privat, però que permet als romeus i fidels el primer diumenge de maig de cada any accedir a la nova ermita per celebrar la Santa Missa en honor dels nens màrtirs, prèvia a la romeria que se celebra a la finca.

## Demografia
En l'actualitat la població és de 997 habitants, encara que en temps passats, abans de l'emigració que van patir les zones rurals d'Extremadura en els anys 60, superava els 2.000 habitants.
En els últims anys es ve observant una certa estabilitat en els índexs demogràfics, mantenint-se la població constant.
En detriment de pobles petits com Cordobilla, són els pobles més grans o capitals, com Càceres, Badajoz o Mèrida els que acullen en l'actualitat a la població dels pobles menors que surten a la recerca de treball.
Aquesta emigració propera, diferent a l'experimentada en els anys seixanta (on el destí eren regions més distants i prolífics, així com països centreeuropeus com Alemanya o França, permet una població flotant que augmenta els caps de setmana i en èpoques estivals.
| Cordobilla de Lácara - Evolucion de la poblacion desde 1900 hasta 2016 |       |       |       |
| Any                                                                    | Homes | Dones | Total |
| 2016                                                                   | 486   | 459   | 945   |
| 2015                                                                   | 492   | 468   | 960   |
| 2014                                                                   | 499   | 475   | 974   |
| 2013                                                                   | 494   | 480   | 974   |
| 2012                                                                   | 496   | 483   | 979   |
| 2011                                                                   | 496   | 491   | 987   |
| 2010                                                                   | 497   | 500   | 997   |
| 2000                                                                   | 523   | 515   | 1.038 |
| 1990                                                                   | 570   | 530   | 1.100 |
| 1981                                                                   | 0     | 0     | 1.045 |
| 1970                                                                   | 0     | 0     | 1.383 |
| 1960                                                                   | 0     | 0     | 2.167 |
| 1950                                                                   | 0     | 0     | 2.123 |
| 1940                                                                   | 0     | 0     | 1.808 |
| 1930                                                                   | 0     | 0     | 1.762 |
| 1920                                                                   | 0     | 0     | 1.341 |
| 1910                                                                   | 0     | 0     | 1.213 |
| 1900                                                                   | 0     | 0     | 1.049 |

## Pantans
A la fi dels anys 1970 es va aprovar la construcció de dos pantans en el Pla Hidrològic Nacional al costat de Cordobilla de Lácara sobre el Riu Lácara i un dels seus afluents. Aquests pantans, Forn Tejero i Boquerón, van ser inaugurats el 1987.Aquestes construccions han canviat el paisatge original, apareixent dos grans llacs enmig de les deveses properes. Els pantans proveeixen d'aigua a la Mancomunitat del Lácara Nord, a la qual pertany Cordobilla de Lácara. No són navegables i el bany està prohibit. La pesca principal són les carpes, lluç de riu i perca americana.
Tots dos pantans, encara que propers i lligats al municipi cordobillano, abasten part dels termes municipals de Mèrida i Càceres, a més del de Cordobilla de Lácara.
Els pantans de Forn Tejero i Boquerón han contribuït a l'aparició de nova flora i fauna que no era pròpia de la zona, enriquint així la ja abundant varietat natural existent prèvia a la construcció de les preses. També han fomentat noves activitats a la zona com la pesca i el senderisme.

## Cultura

### Gastronomia
Els plats típics són: cuit extremeny, caldereta de be, el gaspatxo extremeny i molles extremenyes. Destaca la matança típica, d'on surten els embotits típics com xoriço, llom, llonganissa, patatera, botifarra i pernils. Els dolços típics són les «perrunillas», «rosques del llum d'oli» i «pestiños».

### Festes i tradicions
- La Setmana Santa. Guarda en la tradició de Els Alabarderos, que custodien les imatges sagrades en aquests dies i acompanyen en les processons del Diumenge de Rams, Dijous Sant, Divendres Sant i Diumenge de Resurrecció.

Els alabarders, que suposen la tradició més antiga que guarda Cordobilla, vesteixen amb capes espanyoles antigues i porten alabardes, d'on ve llur nom. Han d'acompanyar les imatges de la Verge Maria i Crist en les processons de Setmana Santa pels carrers de la localitat i custodiar a la Parròquia de Sant Pere Apòstol el curpor de Crist quan mor. En aquesta etapa fan torns per a la custòdia sense dormir durant tota la matinada. En els dies de Setmana Santa en què Crist és mort l'alabarda és portada cap per avall, sota la capa i amb un llaç negre en senyal de dol. El Diumenge de Resurrecció, l'alabarda és engalanada amb ramells de flors a l'extrem, que roman ocult sota un mocador negre fins al moment de la trobada entre la imatge del Crist ressuscitat i la de la Mare de Déu. Aleshores els alabarders, en ràpid moviment retiren el mocador negre de la llança per mostrar el ramell de flors. En aquest moment la Mare de Déu és despullada del mantell negre per dones del poble per mostrar un preciós mantell blanc associat a la resurrecció de Crist. Els alabarders tenen dues figures trucades capitans, que porten escopetes en lloc d'alab ardes, les colis disparen salves d'honor en el moment de la trobada. Aquestes van acompanyades també de trets per part d'homes apostats als balcons de la Plaça d'Espanya i el repicar de les campanes.
- El Romiatge, es realitza a la finca privada del Quadrat-El Sant el primer diumenge de maig, amb previ permís dels amos de la finca en què s'assenta l'ermita dedicada als patrons Sants Just i Pastor, nens mártirs. La romeria comença a celebrar-se en 1965 coincidint amb la finalització de la construcció aquest any de l'ermita i la realització per part dels propietaris de la finca del camí que dona accés. L'escassa tradició es deu al fet que Cordobilla de Lácara mai havia tingut ermita fins a aquest moment, ni lloc on realitzar un romiatge popular com els poble veïns, i perquè era costum celebrar el Dijous de Compadre com a dia familiar al camp. Això va canviar en els anys seixanta quan comença a quallar la idea de celebrar un aplec popular, igual que els pobles veïns, en honor dels patrons Sant Just i Sant Pastor.

Amb autorització expressa dels propietaris, i per celebrar el romiatge cada primer diumenge de maig, es va permetre la construcció de l'ermita en 1965, així com l'accés dit dia a l'àrea reservada per als romers i la utilització del camí d'accés. Això va permetre que la idea d'un aplec popular se celebrés en Cordobilla de Lácara. El dia anterior al romiatge, al poble se celebren activitats festives com jocs infantils, curses de sacs, carreres de cochinos, mostres eqüestres, etc. En la nit de dissabte se celebra una concorreguda revetlla a la Plaça del poble, on les imatges de Sant Just i Sant Pastor presideixen des de l'església parroquial de Sant Pere Apòstol amb les portes obertes.
Ja en el matí del primer diumenge de maig, els Santitos són trets en una carrossa engalanada i recorren els carrers del poble seguits de la multitud i la banda de màssica. Sobre les nou del matí i envoltats per fidels i romanís surten camí de l'ermita a la finca El Sant. Tot i els vuit quilòmetres que dista del poble, la carrossa dels nens màrtirs és seguida per abundants fidels i romanís, així com per cavalls i carrosses temàtiques que donen color al recorregut.
Quan arriben a l'ermita, a migdia, s'ofereix missa als romers i després comença el romiatge a la devesa, amenitzada amb revetlla popular.
És costum des de l'inici que cada família o en grup de diverses, es reuneixin cadascuna en una alzina. Cada grup sota un alzina es coneix com a ranxo i són la base de la romeria, com que no hi ha ni s'hi permeten casetes ni activitats firaires. La jornada transcorre d'alzina a alzina saludant els veïns, menjant, bevent i ballant. En l'actualitat aquest aspecte familiar a la devesa es manté i es fomenta, guardant així el romiatge de Cordobilla un caràcter tradicional i autèntic.
Amb la posta de sol, cap a les vuit del vespre, el romiatge s'acaba i els romanís tornen caminant després de la carrossa dels Santitos entre cançons i música. Quan arriben a la plaça del poble, ja de nit, les imatges dels patrons són aixecades per la gent de Cordobilla que els porten a coll fins a l'església parroquial. És un moment molt emotiu ple de càntics i emocions.
La preparació de les imatges, de la carrossa que les trasllada, la neteja de l'ermita i de la devesa després de la romeria, la revetlla popular que se celebra, i adquirir els permisos necessaris, és la responsabilitat de la Comissió de la Romeria, organització formada per veïns voluntaris que canvia sovint de membres. Aquesta organització neix juntament amb el romiatge a 1965.
La Comissió de la Romeria és una associació privada i sense cap subvenció. Organitza al llarg de l'any actes per recaptar fons per finançar la festa. Gràcies a aquests voluntaris i organitzadors la festa ha perdurat i va adquirir gran rellevància no només en l'àmbit local, sinó també comarcal.
- Els Santitos són les festes patronals. Les festes patronals van del 5 al 8 d'agost, sent el dia 6 el dia de Els Santitos Sant Just i Sant Pastor.

Antigament el dia 4 d'agost se celebrava la Fira del Bestiar, on veïns i visitants compraven i venien bestiar. Amb el pas del temps i l'abandó progressiu de les tasques de conreu tradicionals, dependents d'animals, aquesta Fira va deixar de celebrar-fins a caure en l'oblit.
- La chaquetía, l'1 de novembre.

- Nit de Nadal, el 24 de desembre. Els cinquens del poble realitzen una gran foguera a la plaça del poble on en família tots es reuneixen.

Una altra tradició local és la del Dijous d'Compare, un dia de camp on es reuneixen les famílies a passar el dia sota les alzines i sureres. Aquesta tradició es va perdre en els anys 1960 després de la construcció a les proximitats de l'ermita dedicada als Sants Patrons Sant Just i Sant Pastor, a la finca El Quadrat-El Sant amb el consentiment dels amos perquè es realitzés allí un dia a l'any la romeria.
Al Dijous de Compadre les famílies caminat o en carros es dirigien als camps propers on treballaven els veïns de Cordobilla. Allà passaven el dia entre sureres i alzines reunits en diverses famílies. Cap al tard tornaven al poble cada grup de les diferents zones on havien passat la jornada campera per reunir-se tots els veïns al poble i continuar la festivitat.
Els casaments típiques se segueixen celebrant amb La Xocolata, reunió en dies previs al casament en la qual les famílies dels nuvis, ajudades per familiars i propers conviden a xocolata i dolços casolans tradicionals elaborats artesanalment. Antigament es ballava La Daga; jota pròpia de la zona reservada per a casaments en honor del nou matrimoni. Mentre es balla aquesta jota davant dels nois, els convidats passen deixant els seus regals.
Després de la celebració de les noces, els dolços casolans, com pestiños, rosques del llum d'oli, etc. sobrants són compartits amb familiars i convidats, als quals se'ls obsequia amb aquests menjars.
Els Carnestoltes tenen gran tradició en Cordobilla de Lácara, amb comparses i màscares. Hi ha desfilada de carnestoltes on les comparses i grups menors desfilen. Dins d'aquesta festivitat prèvia a la quaresma se celebra el dimarts de carnaval el que popularment es coneix com a "dia de l'aigua". Aquest dia els mossos passegen carregats amb galledes d'aigua a la recerca de mosses a què arrojárselo. Els veïns fan una batalla d'aigua per tots els carrers del poble.

## Personatges il·lustres
- Pablo Campos Palacín (n. 1951), investigador del CSIC, Medalla d'Extremadura (2009).[13]